# Krigsåret 1707

## Pågående krig
- Indiankrigen
  - Drottning Annas krig (1702–1713) Även del av Spanska tronföljdskriget.

- Spanska tronföljdskriget (1701–1714)[1]
  - Frankrike, Bayern, Köln och Mantua på ena sidan
  - Österrike, England, Hannover, Nederländerna, Preussen, Tysk-romerska riket och Savojen på andra sidan

- Stora nordiska kriget (1700–1721)[1]
  - Ryssland på ena sidan
  - Sverige och Holstein-Gottorp på andra sidan.

## Händelser
- 22 augusti – Josef I ger protestanter i Schlesien religionsfrihet vid freden i Altranstädt.